# Copelatus nakamurai
Copelatus nakamurai là một loài bọ cánh cứng trong họ Bọ nước. Loài này được Guéorguiev miêu tả khoa học năm 1970.